# كارلي بوب
كارلى بوب (مواليد 28 أغسطس 1980) ممثلة كندية
قامت بأداء عدة أدوار صغيرة قبل أن تقوم بدور (سام ماكفيرسون) في مسلسل (شعبى _ popular) بين العامى (1999) إلى (2001)
بعد انتهاء المسلسل شاركت في العديد من الأعمال في السينما والتلفزيون منها
(The Tomorrow People - Orange County - Nemesis Game -The Collector - Young People Fucking - 24 - Outlaw)
كارلي بوب
}}.

## ترشيح وجوائز
| السنة       | اسم العمل                  | اسم الشخصية    |
| ----------- | -------------------------- | -------------- |
| 2001- 1999  | Popular                    | Sam McPherson  |
| 2002        | Orange County              | Tanya          |
| 2003        | Nemesis Game               | Sara Novak     |
| 2005 - 2004 | The Collector              | Maya Kandinski |
| 2007        | Dirt                       | Garbo          |
| 2007        | Itty Bitty Titty Committee | Shulamith      |
| 2007        | Young People Fucking       | Kris           |
| 2010        | Outlaw                     | Lucinda Pearl  |
| 2013        | The Tomorrow People        | Morgan Burke   |

| Year | Award                                 | Category                                                 | Production         | Result |
| ---- | ------------------------------------- | -------------------------------------------------------- | ------------------ | ------ |
| 2000 | جائزة تين تشويس                       | TV - Choice Actress                                      | Popular            | رُشِّح    |
| 2004 | Leo Awards                            | Dramatic Series: Best Supporting Performance by a Female | The Collector      | فوز    |
| 2005 | Vancouver International Film Festival | Women in Film Award                                      | The Hamster Cage   | فوز    |
| 2006 | Leo Awards                            | Best Performance by a Female in a Short Drama            | Sandra Gets Dumped | فوز    |

## وصلات خارجية
- كارلي بوب على موقع IMDb (الإنجليزية)
- كارلي بوب على موقع ميتاكريتيك (الإنجليزية)
- كارلي بوب على موقع روتن توميتوز (الإنجليزية)
- كارلي بوب على موقع ألو سيني (الفرنسية)
- كارلي بوب على موقع تيرنر كلاسيك موفيز (الإنجليزية)
- كارلي بوب على موقع أول موفي (الإنجليزية)
- كارلي بوب على موقع قاعدة بيانات الأفلام السويدية (السويدية)
- كارلي بوب على موقع إن إن دي بي (الإنجليزية)
- كارلي بوب على موقع قاعدة بيانات الفيلم (الإنجليزية)
- كارلي بوب على موقع كينوبويسك (الروسية)